# Ossian Limborg

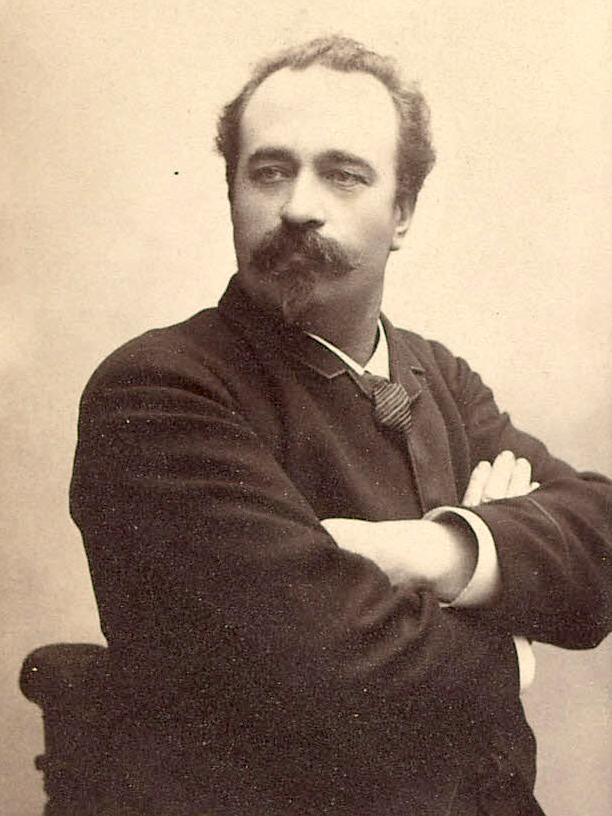
Ossian Limborg. Foto i Stockholmspolisens spaningsregister 1890

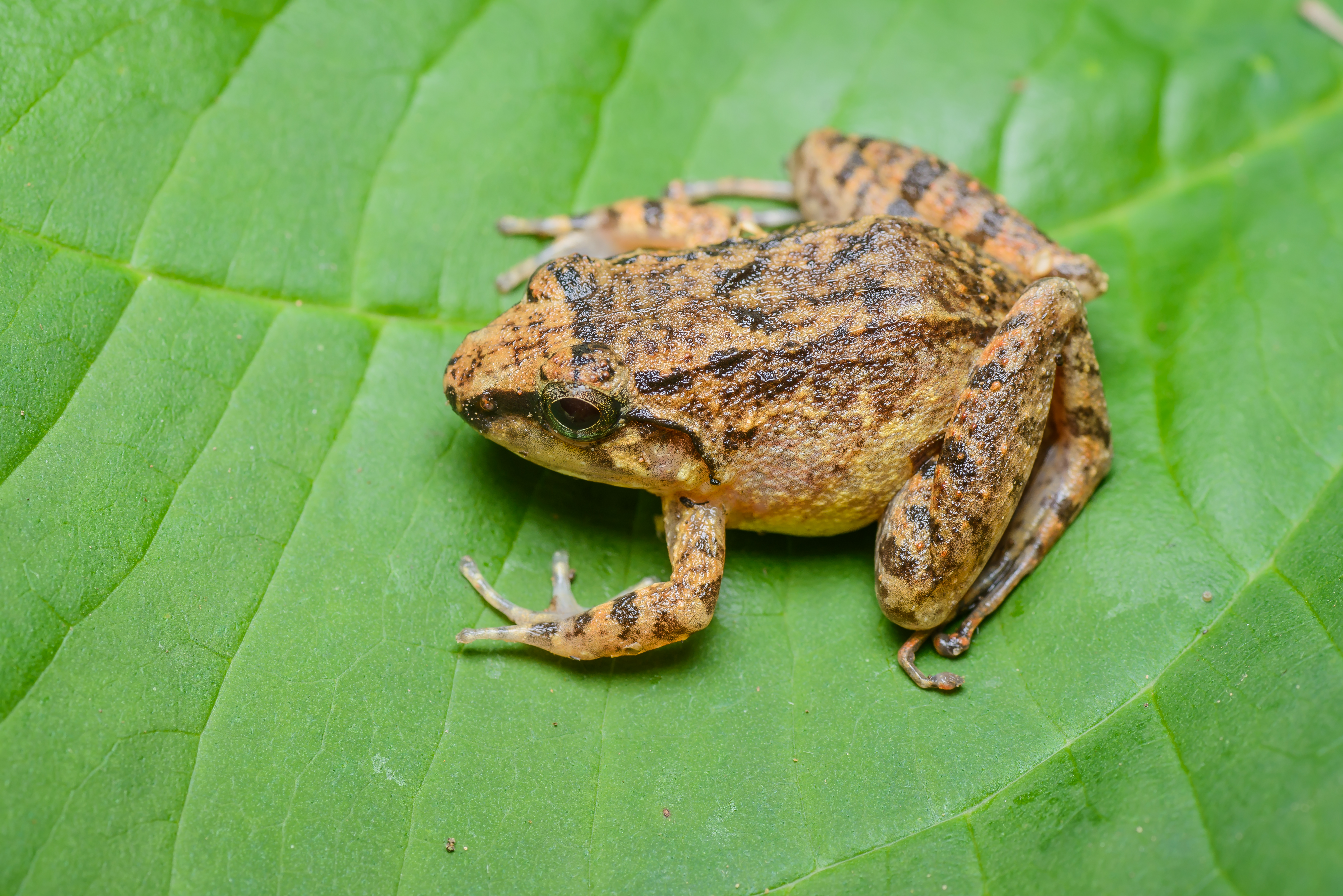
Limborgs groda

Gustaf Arthur Ossian Limborg, född den 12 oktober 1849 i Vada socken, död 1908 var en svensk journalist, författare och sjökapten. Pseudonymer: Thord Helsing, G.A.O.L.

## Biografi
Limborg var på 1880-talet anställd vid Skånes Allehanda och därefter medarbetare i Sölvesborgs-Posten. Han var upphovsman till den kända visan En sjöman älskar havets våg.
Han upptäckte 1877 i Burma en groda, som sedan 1892 är uppkallad efter honom: Limnonectes limborgio eller Limborgs groda. Limborg samlade och upptäckte även fjärilar i Tanintharyiregionen i Burma över vilka en förteckning publicerades.
Limborg förekommer i Stockholmspolisens signalementsfotografier 1869-1920, där han i en polisrapport 1890 betecknas som bedragare.

### Utgivare
- Karlskrona adresskalender : utgifven 1889. Karlskrona. 1889. Libris 12041385